# JOLO
Título a ser usado para criar uma ligação interna é JOLO.
#JOLO é o décimo quarto episódio da décima terceira temporada da série de televisão norte-americana Family Guy, sendo exibido originalmente na noite de 12 de Abril de 2015 pela Fox Broadcasting Company (FOX) nos Estados Unidos.

## Enredo
Quando Peter descobre acidentalmente uma criança desaparecida, ele é saudado como herói da cidade. Enquanto isso, Joe sai do seu trabalho e vai para Niagara Falls para viver a vida ao máximo.

### Audiência
De acordo com o instituto de medição de audiências Nielsen Ratings, o episódio foi assistido por 3,11 milhões de telespectadores em sua exibição original, recebendo uma quota de 1,5/5 na demográfica de idades 18-49. O show foi o segundo mais visto da FOX naquela noite, apenas para The Last Man on Earth(3,37 milhões).